# Georgia Hunter Bell
Georgia Hunter Bell, född Bell den 17 oktober 1993, är en brittisk medeldistanslöpare. Hon föddes i Paris men flyttade till Storbritannien med hennes föräldrar som tvååring.

## Karriär
Hunter Bell tog silver, efter Ciara Mageean, på 1 500 meter vid europamästerskapen i friidrott 2024. Samma år blev hon brittisk mästare på samma distans och tog brons vid olympiska sommarspelen 2024 på 1 500 meter. Vid OS 2024 tog hon brons på 1 500 meter.

## Privatliv
Den 19 oktober 2024 gifte hon sig med George Hunter i West Sussex och tog därefter efternamnet Hunter Bell.